# ژوئل اوویو
ژوئل اوویو (فرانسوی: Joël Hauvieux‎؛ زادهٔ ۲۰ ژانویهٔ ۱۹۴۹) دوچرخه‌سوار اهل فرانسه است.